# St. Cyriak (Lehen)

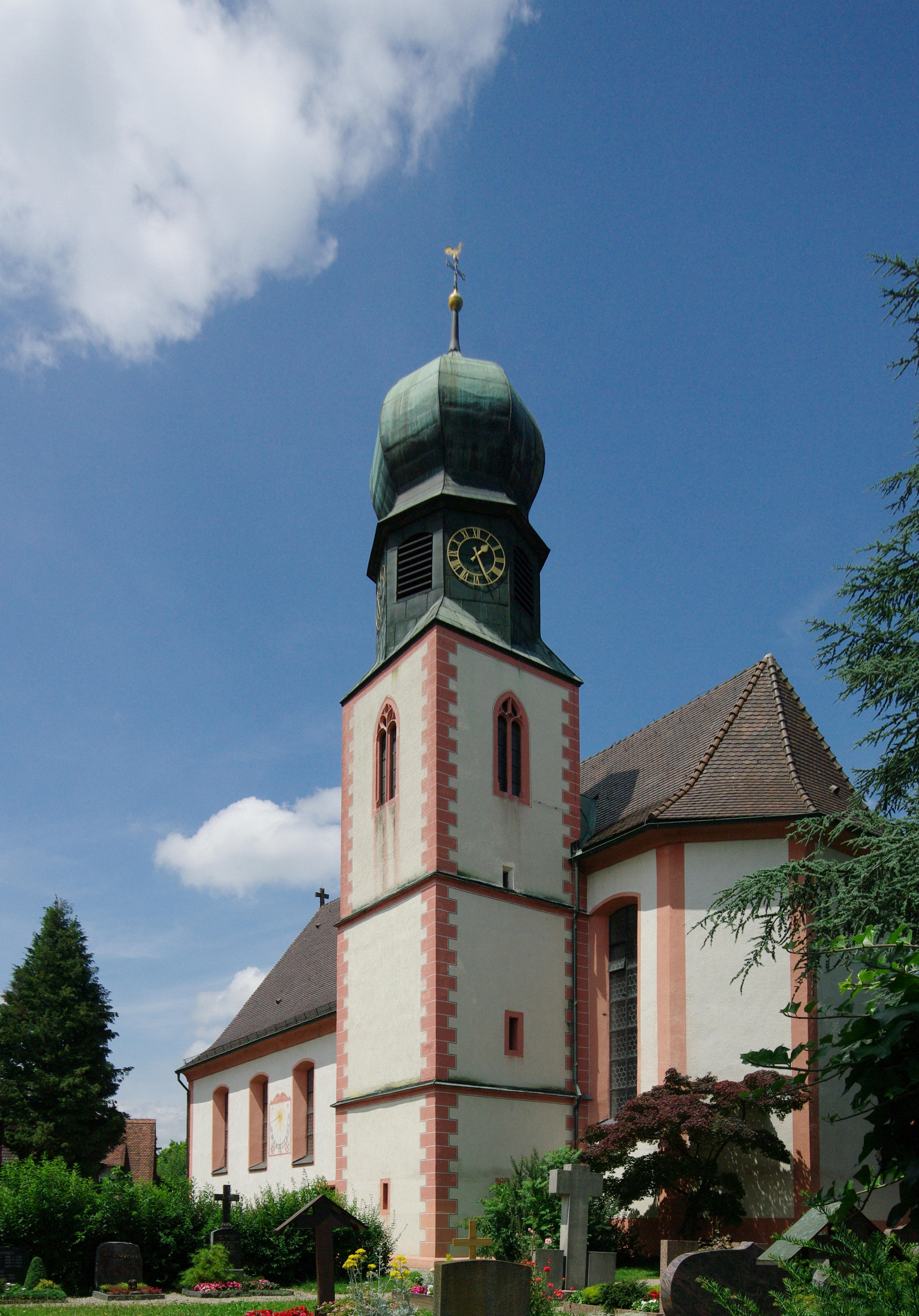
St. Cyriak in Lehen

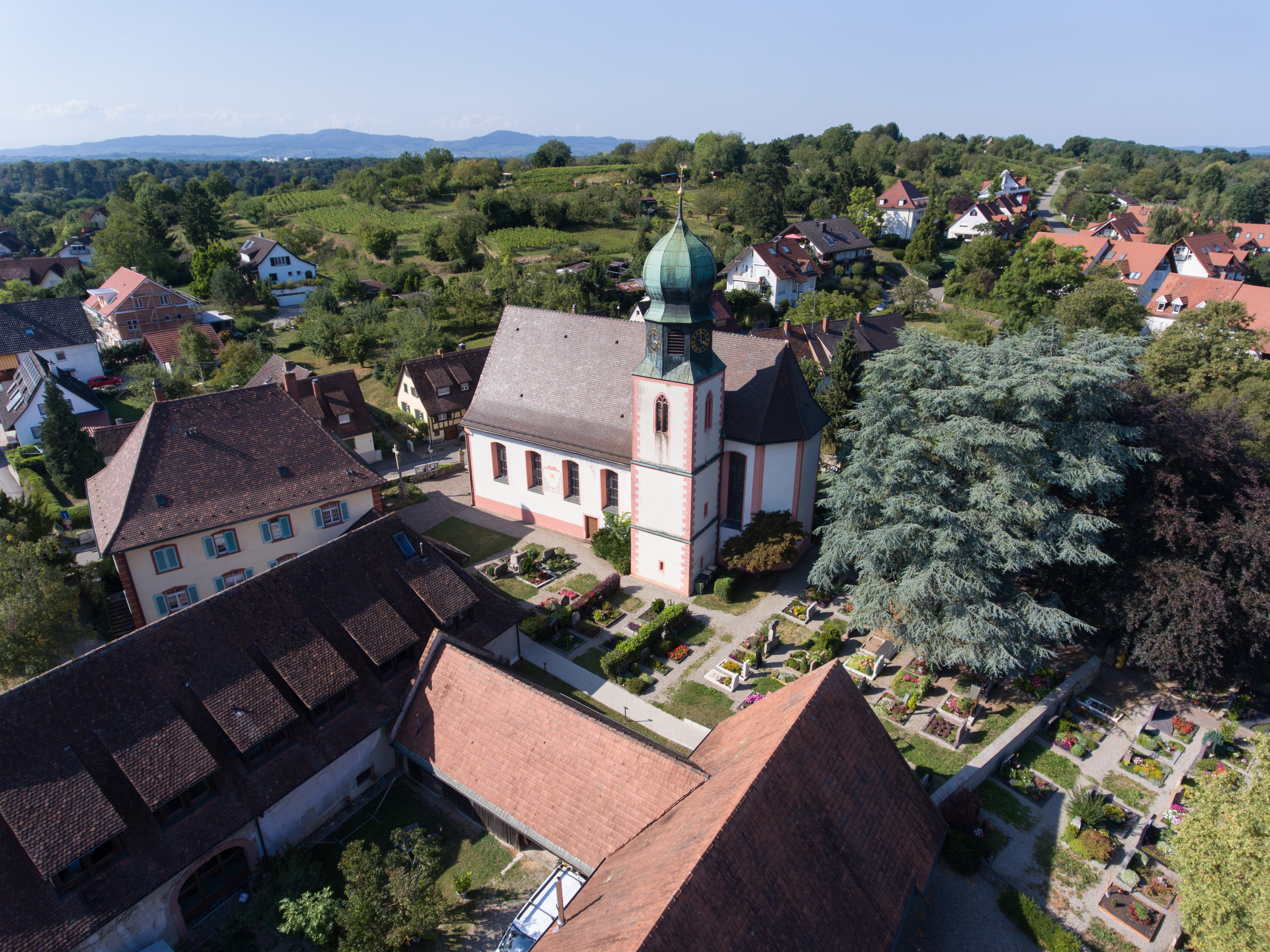
St. Cyriak: Luftbild

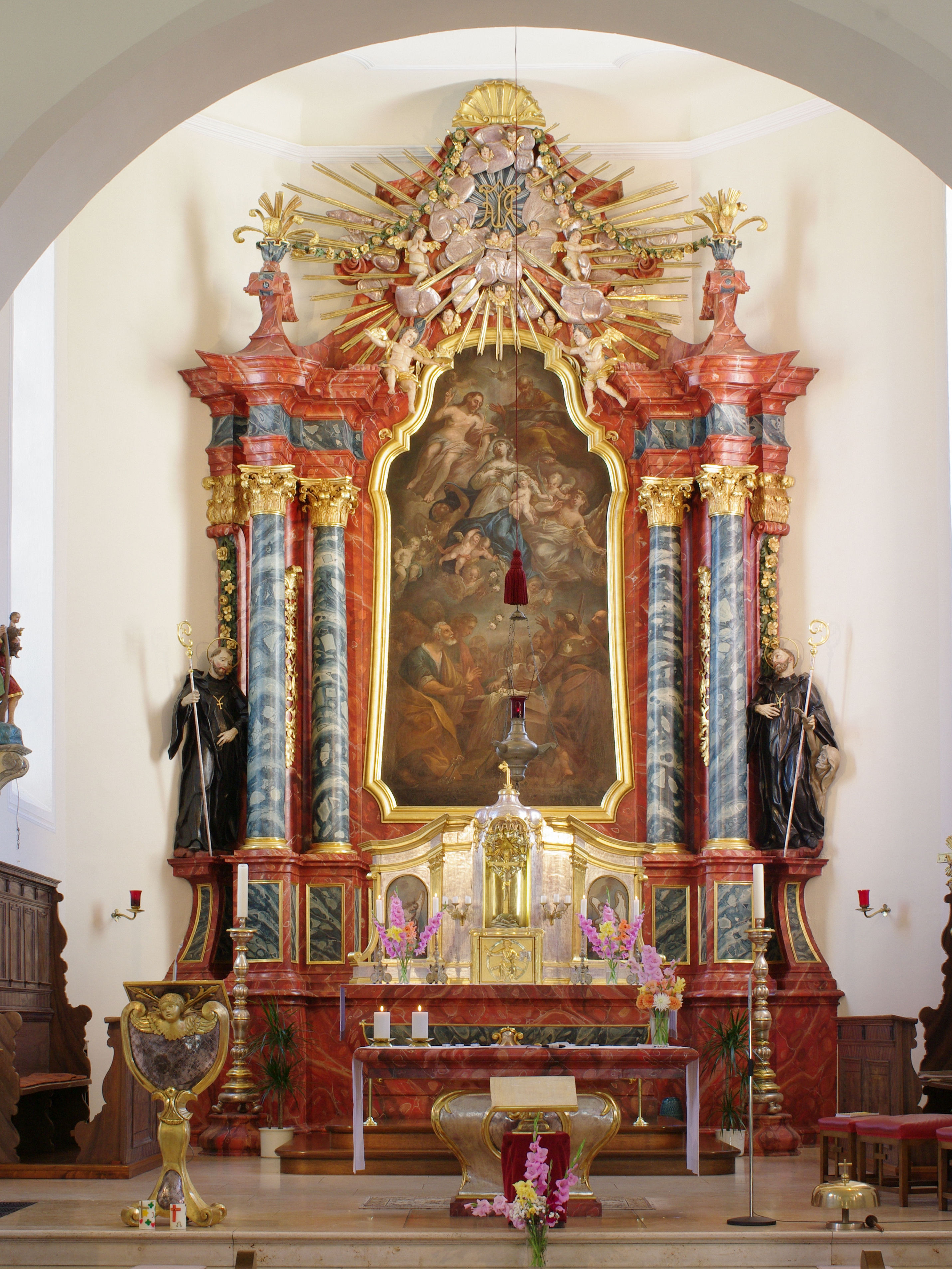
Der Hochaltar

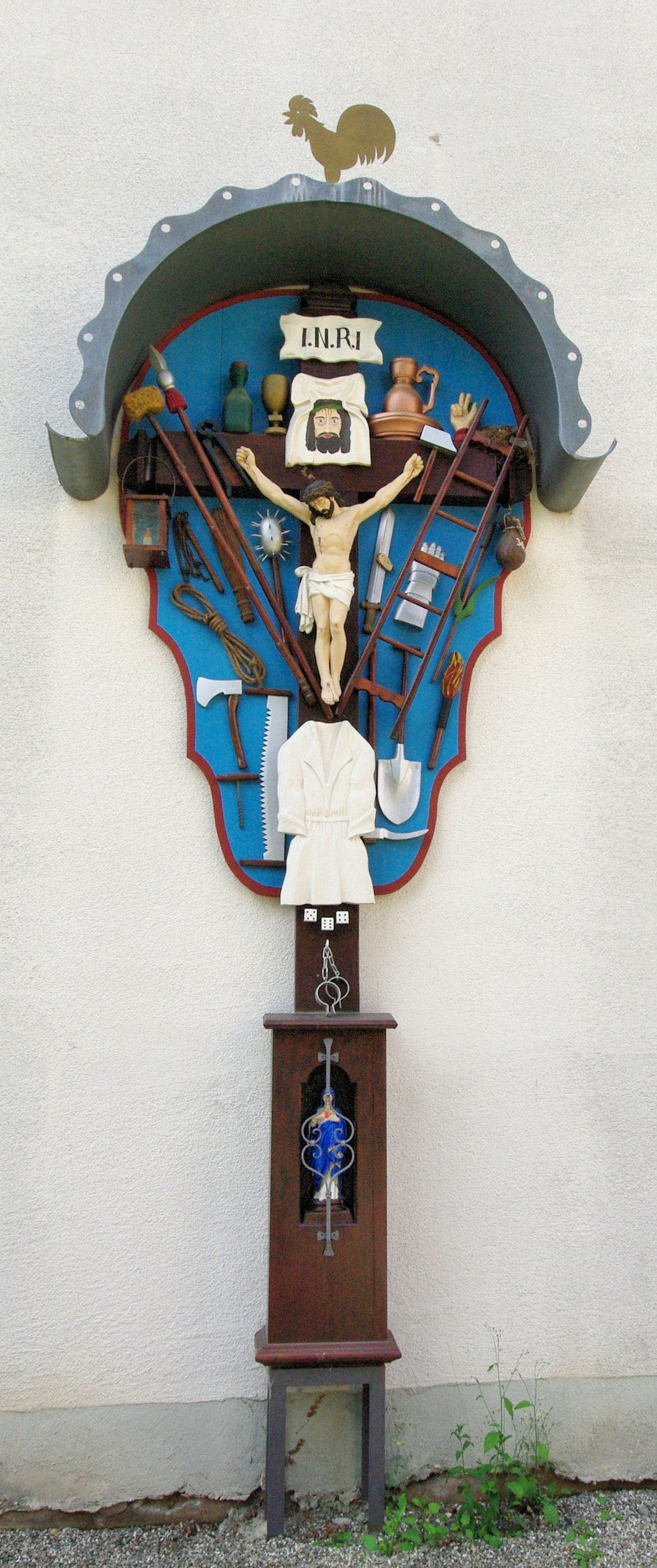
Arma-Christi-Kreuz auf dem Friedhof, der zur Kirche gehört

Die katholische Barockkirche St. Cyriak im Freiburger Stadtteil Lehen ist mit ihrem Zwiebelturm und dem Pfarrhaus das Wahrzeichen des Ortes. Die ehemalige Zehntscheuer ist heute Pfarrheim und beherbergt den Cyriaksaal und den offenen Jugendtreff.

## Geschichte
Aus dem Jahr 1139 stammt die Ersterwähnung einer Kirche im Besitz des Domstifts Basel, wobei davon auszugehen ist, dass diese Urkunde eine Fälschung aus dem Jahre 1180 ist. Im Jahre 1215 wurde die Lehener Kirche zur Pfarrei erhoben. Die Ursprünge des jetzigen Baus liegen im 13./14. Jahrhundert, wo am selben Platz eine kleinere gotische Kirche stand. Im Innenraum erinnert ein runder Schlussstein mit dem Wappen der 1528 ausgestorbenen Adelsfamilie von Ankenreut an die Vorgängerkirche.
Auf Betreiben von Joseph Redhaber, der Pfarrer und Dekan in Lehen war, beschloss die Gemeinde Lehen 1724, die Kirche durch einen Neubau zu ersetzen. Der Neubau wurde durch den Beschluss des Freiburger Gemeinderats von 9. September unterstützt. Die Grundsteinlegung war im Oktober 1724. Die Bauleitung lag bei dem Freiburger Baumeister Gerhard Hauber. Der spätgotische Glockenturm wurde in den Neubau einbezogen, das Glockengeschoss wurde dabei umgebaut und die Turmspitze durch eine barocke Zwiebelhaube ersetzt. Da die Kosten sich auf knapp 3000 Gulden, musste anfangs die alte Ausstattung weiter genutzt werden.
Ein neuer Hochaltar wurde im Jahre 1737 durch mehrere Freiburger Künstler geschaffen. Beteiligt waren der Schreiner Johannes M. Stehlin und der Bildhauer S. Blödt. Der Tabernakel wurde von dem Fassmaler F. A. Laubacher und das Altarblatt von Hans Michael Saur geschaffen. 1754 erfolgte die farbige Fassung des Hochaltars und der Neubau der Kanzel. 1760 wurden ein neues Chorgestühl und die Statue des „auferstandenen Christus“ hinzugefügt. Seit 1827 ist der Kirchturm ein Trigonometrischer Punkt. Der Freiburger Maler Dionys Ganter schuf 1842 die vierzehn Tafeln des Kreuzwegs. 
1953 und 1967 wurden die Glocken erneuert und erweitert. In den Jahren 1978–1980 erfolgte eine umfangreiche Kirchenrenovierung, bei der im Innenraum alle Altäre, Figuren und Gemälde restauriert wurden und ein neues Kirchengestühl eingebaut wurde. Das Äußere erhielt dabei wieder die ursprüngliche Farbgebung entsprechend einer amtlichen Bauskizze von 1827. Der Auferstehungschristus auf dem Taufstein ist von Anton Xaver Hauser, Ratsherr und Zunftmeister in Freiburg, geschaffen worden. Dieser schuf in dieser Kirche auch die Gallus- und die Fridolinstatue des Hochaltars, weitere Skulpturen und die Schnitzereien der Kanzel.
Seelsorgeeinheit
Nach dem Dreißigjährigen Krieg gehörte auch Betzenhausen zur Gemeinde St. Cyriak. Dort wurde 1767/68 die Filialkirche St. Thomas gebaut, die 1938 selbständige Pfarrkirche wurde. Im Rahmen der Umstrukturierung wurde die Seelsorgeeinheit Freiburg Nordwest begründet, mit den Gemeinden St. Cyriak, Heilige Familie im Stadtteil Mooswald, der St. Thomas wiederum als Filialkirche zugeordnet wurde, St. Albert in Bischofslinde, St. Martin in Hochdorf mit der Kapelle St. Agatha im Hochdorfer Ortsteil Benzhausen und St. Petrus Canisius in Landwasser.

## Bau
Die Kirche besteht aus einem saalartigen Langhaus mit schmalerem, polygonalem Chor und dem an diesen auf der Südseite angebauten dreigeschossigen, ursprünglich gotischen Turm. An der Nordseite des Chores ist ein zweistöckiger Sakristeianbau mit einem Pultdach angefügt. Auf dem zur Kirche gehörenden Friedhof stand seit 1686 ein Beinhaus („bayn heislein“), das heute nicht mehr existiert.
Der Innenraum ist schlicht gehalten und nur durch die Fenster gegliedert. Vom Haupteingang hat man den Blick auf den Haupt- und die beiden Seitenaltäre. Der Hauptaltar zeigt die in den Himmel aufgenommene Gottesmutter Maria, umgeben von der Dreifaltigkeit. Weiße Rosen fallen auf die betend aufschauenden Menschen nieder. Der rechte Seitenaltar zeigt ein Bild des Kirchenpatrons St. Cyriak, der in einer Wolke schwebend die Hand schützend über die Kirche und Häuser Lehens hält. Der linke Seitenaltar zeigt die Abnahme Christi vom Kreuz. Die Kanzel ist von 1754 und in ihrem Stil an die älteren Seitenaltäre angeglichen. Der Taufstein von 1728 ist achtseitig und kelchförmig aufgebaut. An den Wänden des Langhauses befinden sich die 14 Kreuzwegbilder von Dionys Ganter (1798–1862).

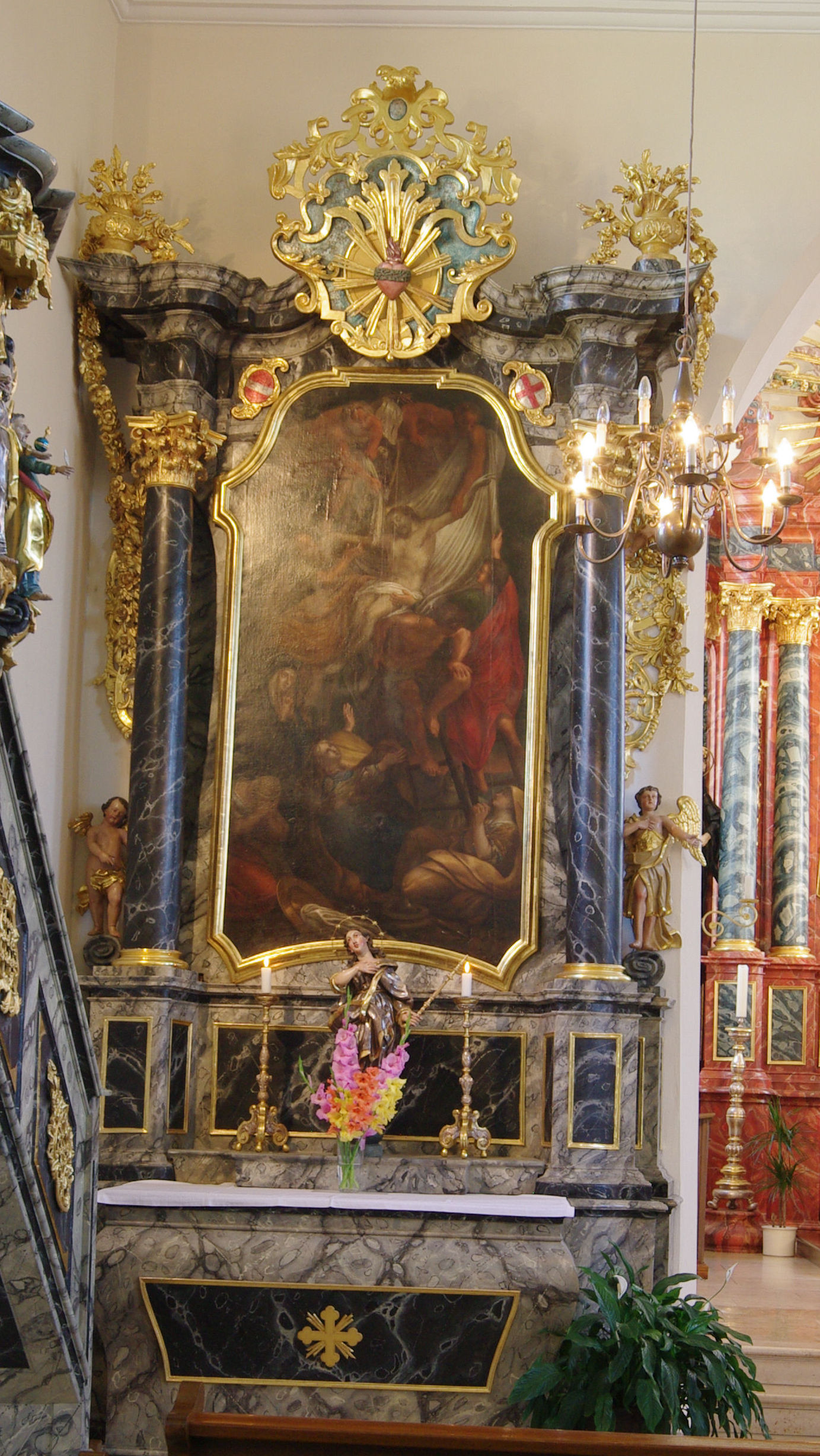
Linker Seitenaltar
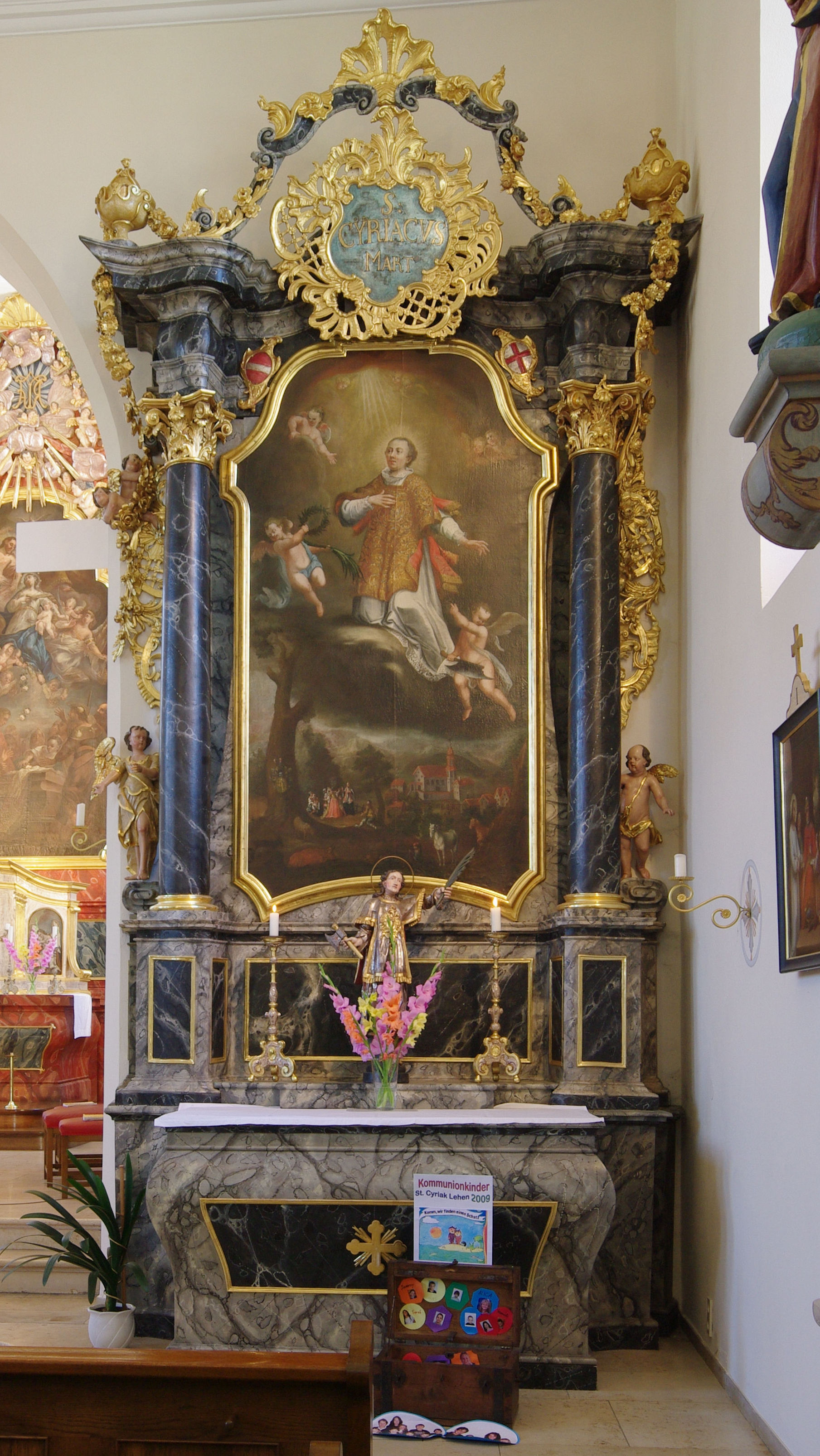
Rechter Seitenaltar
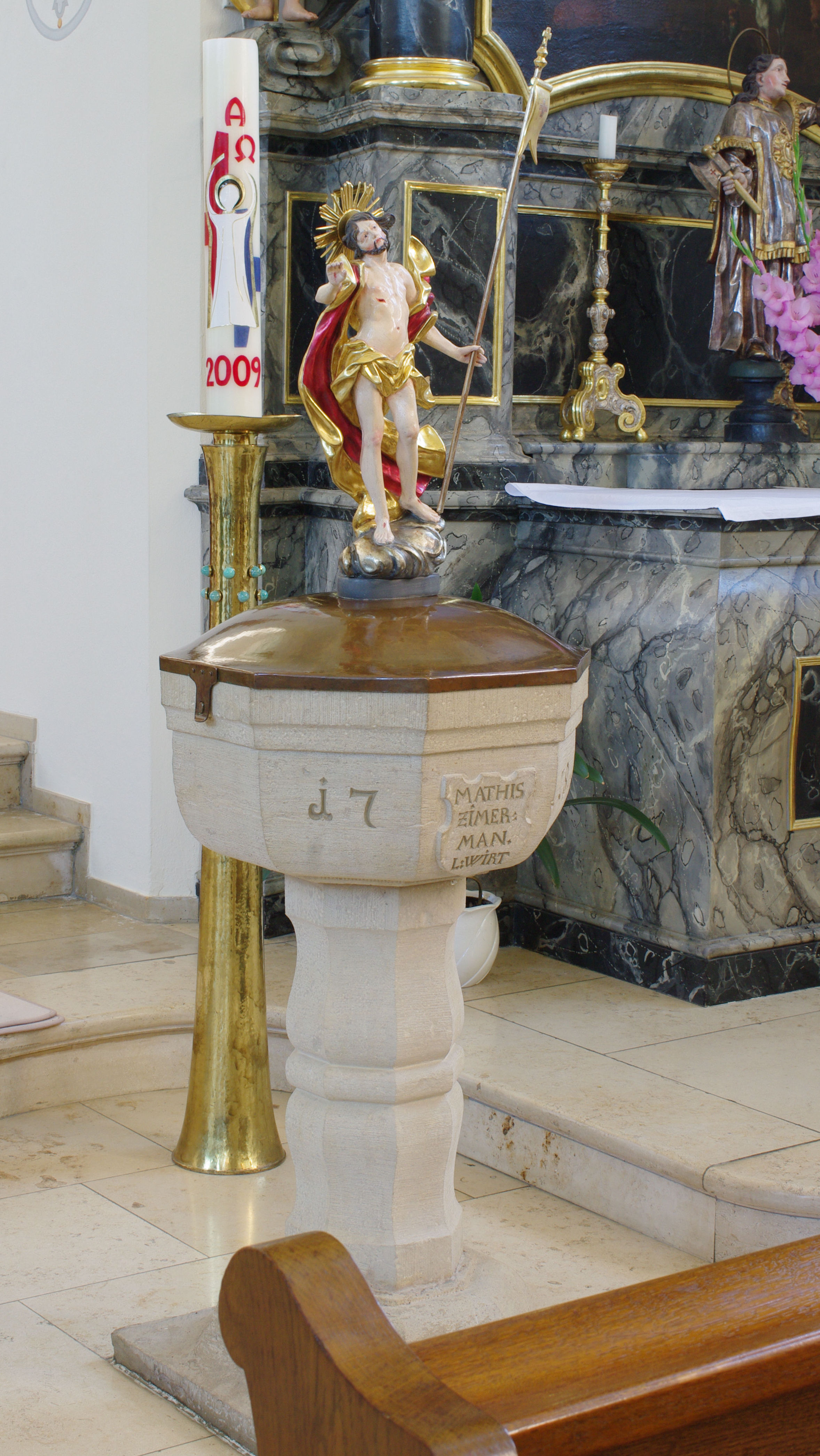
Taufstein
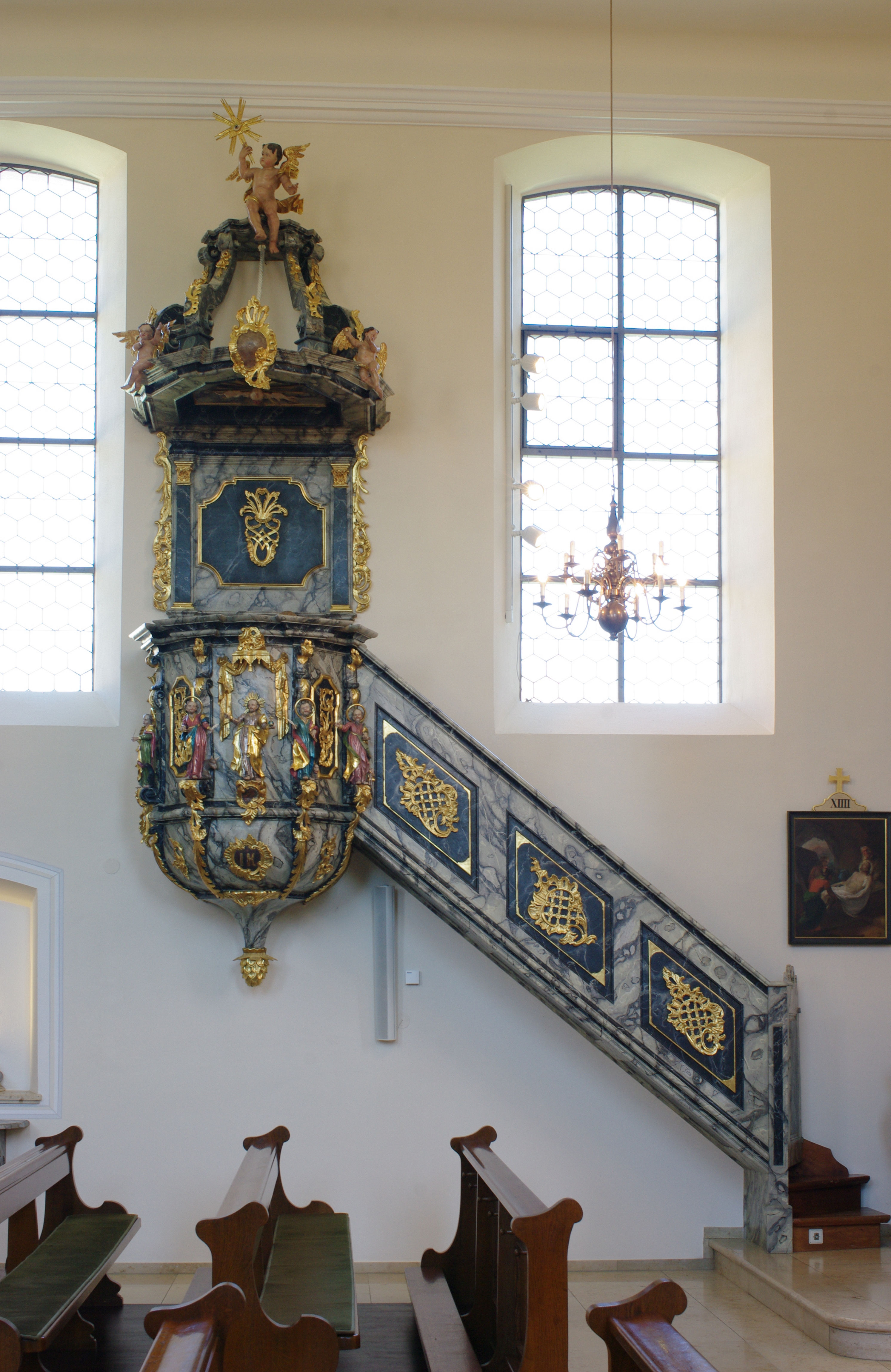
Kanzel von 1754

## Orgel

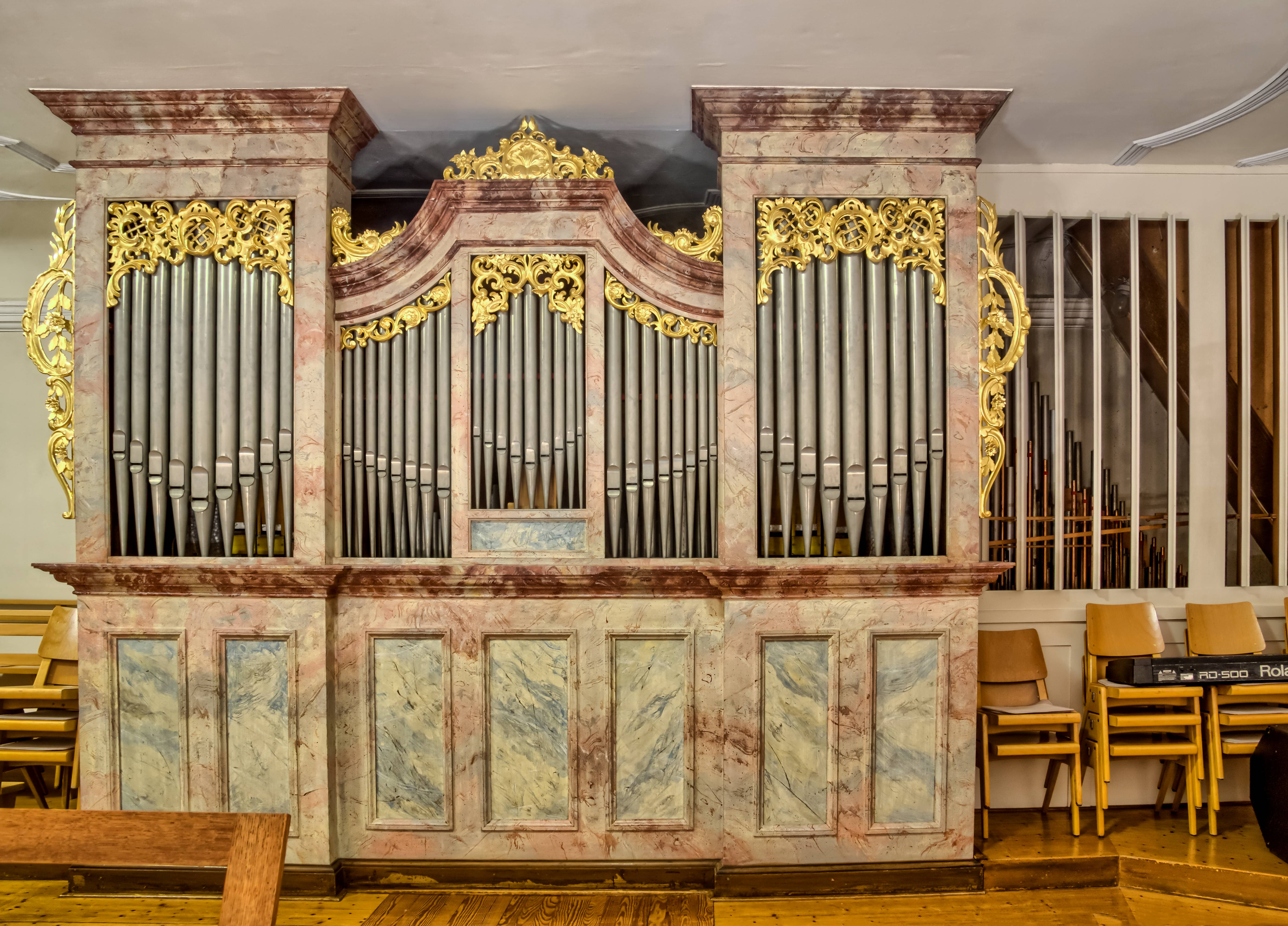
Neue Orgel im historischen Schuble-Gehäuse von 1808

Die erste Orgel von 1740 war sehr wahrscheinlich ein Werk des Freiburger Orgelbauers Johann Georg Fischer. Diese Orgel wurde 1808 durch einen Neubau von Nikolaus Schuble aus Pfaffenweiler mit elf Registern auf einem Manual ersetzt. Die alte Orgel wurde an die katholische Kirche St. Martin in Feldkirch (Hartheim am Rhein) verkauft. Von der Schuble-Orgel existiert nur noch das Gehäuse. 1903 baute Orgelbauer August Merklin aus Freiburg die Orgel in ein Instrument mit zwei Manualen und nunmehr 14 Register um. 1965 folgte ein weiterer Umbau auf elektrische Traktur sowie mit umfangreicher Umdisponierung und Erweiterung auf 17 Register durch die Orgelwerkstatt Wilhelm Schwarz & Sohn aus Überlingen am Bodensee. Im Jahr 2016 wurde dann in das Schuble-Gehäuse von 1808 als Opus 78 von Orgelbauer Josef Maier (Hergensweiler) eine neue Orgel eingebaut, die auf zwei Manualen und Pedal über 18 Register verfügt.

## Glocken
Im Kirchturm befindet sich ein vierstimmiges Geläut aus Bronzeglocken.
| Nr. | Name           | Gießer                       | Gussjahr | Durchmesser | Gewicht    | Schlagton |
| --- | -------------- | ---------------------------- | -------- | ----------- | ---------- | --------- |
| 1   | Christusglocke | F. W. Schilling, Heidelberg  | 1968     | 1074 mm0    | 887 kg     | gis′      |
| 2   | Marienglocke   | F. W. Schilling, Heidelberg  | 1968     | 897 mm      | 512 kg     | h′        |
| 3   | Cyriakusglocke | F. W. Schilling, Heidelberg  | 1953     | 786 mm      | 325 kg     | cis″      |
| 4   | Michaelsglocke | H. H. Weitenauer (II), Basel | 1698     | 680 mm      | ca. 200 kg | dis″      |

Die kleinste Glocke von 1698 trägt die Inschrift: „Gott zu Ehren fir die gesamte Vogtei zu Lehen“.
Alle Glocken sind in den Uhrschlag der Turmuhr einbezogen: Glocke 1 übernimmt den Stundenschlag, die übrigen Glocken schlagen zur Viertelstunde. Zifferblätter der Turmuhr mit römischen Ziffern sind auf drei Seiten des Turms angebracht.